# アッシュルバニパルのライオン狩り (浮き彫り)

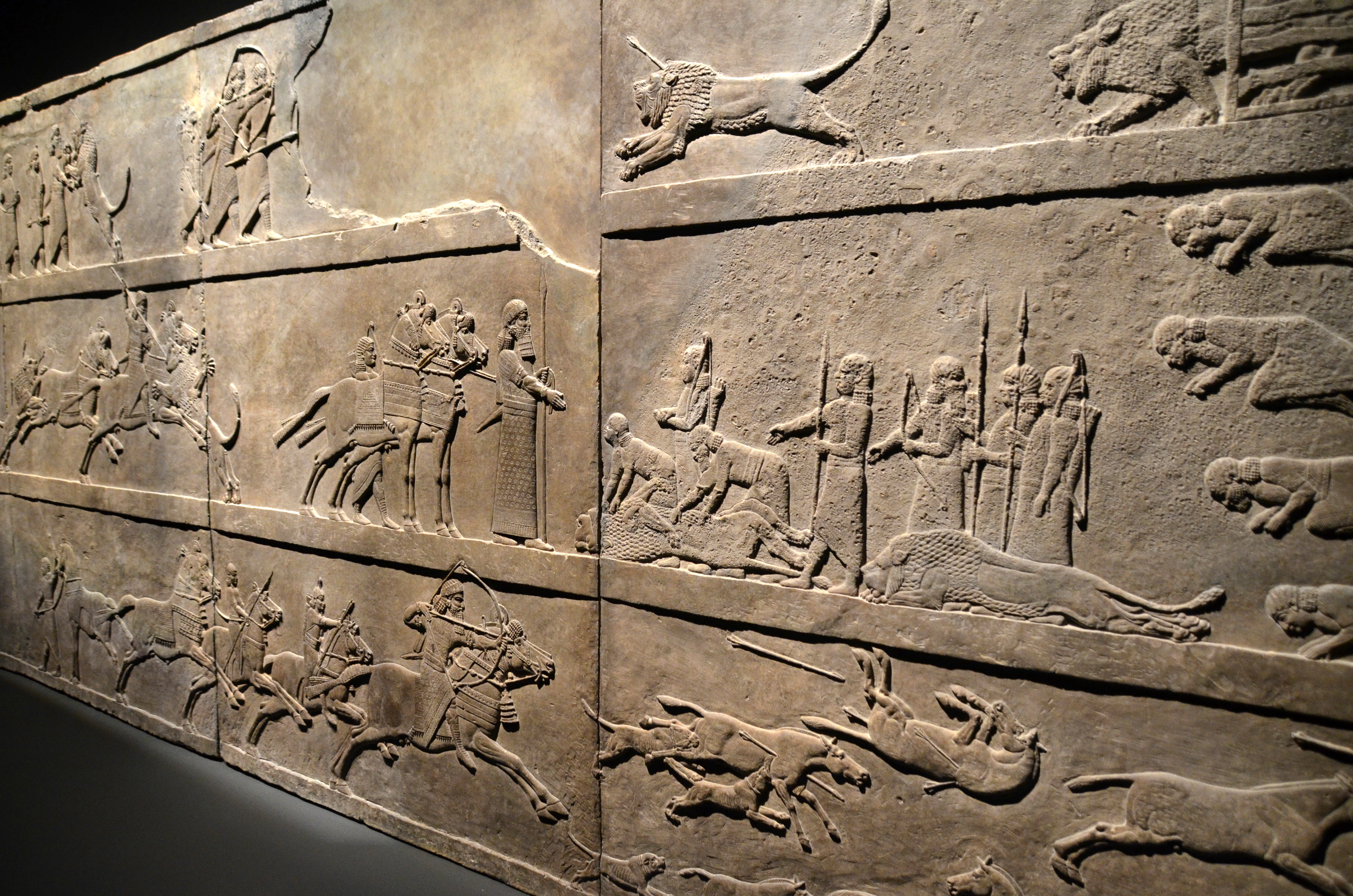
アッシュルバニパルのライオン狩りのレリーフ。大英博物館収蔵。

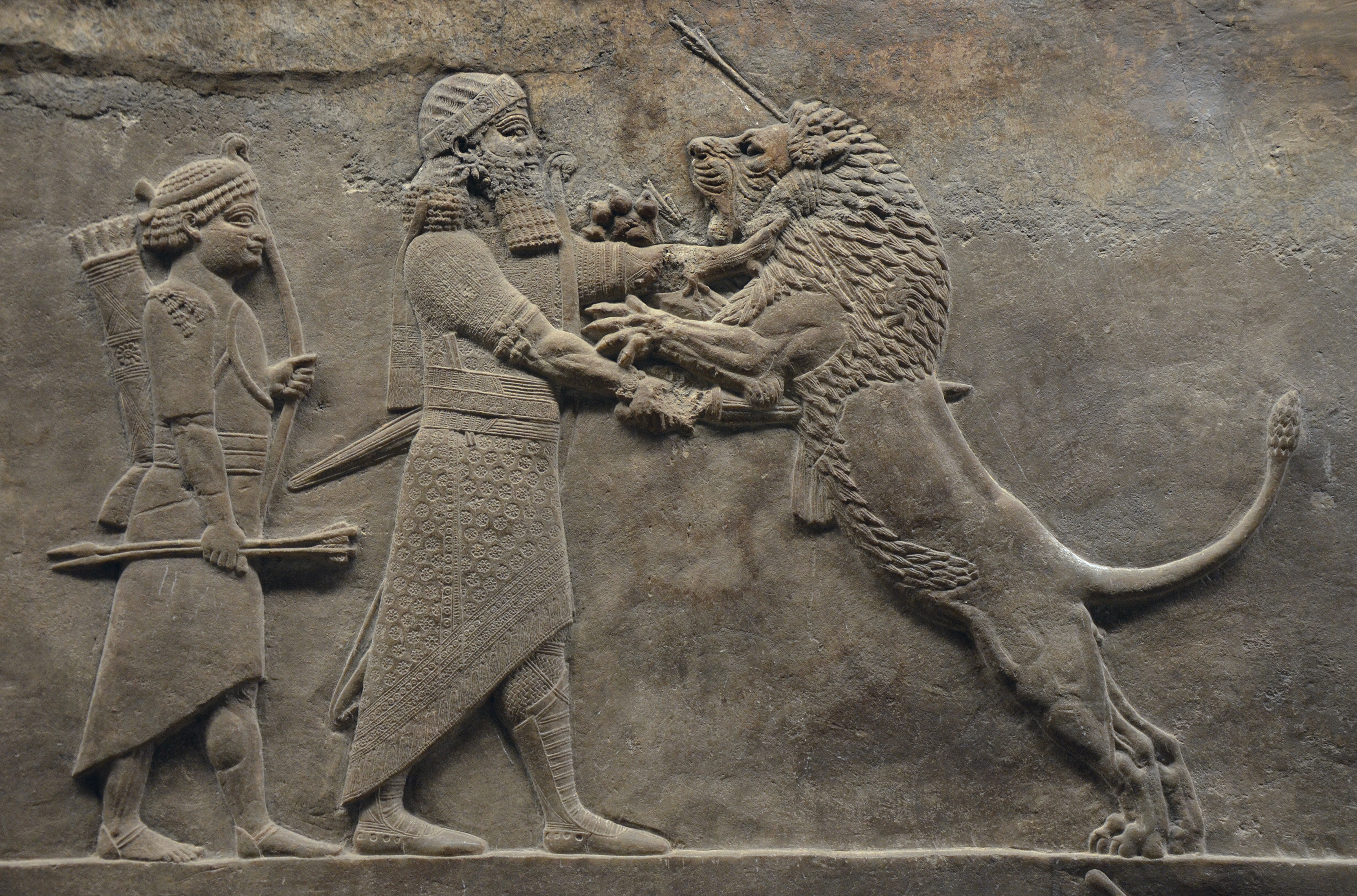
ライオンを屠るアッシュルバニパルのレリーフ。

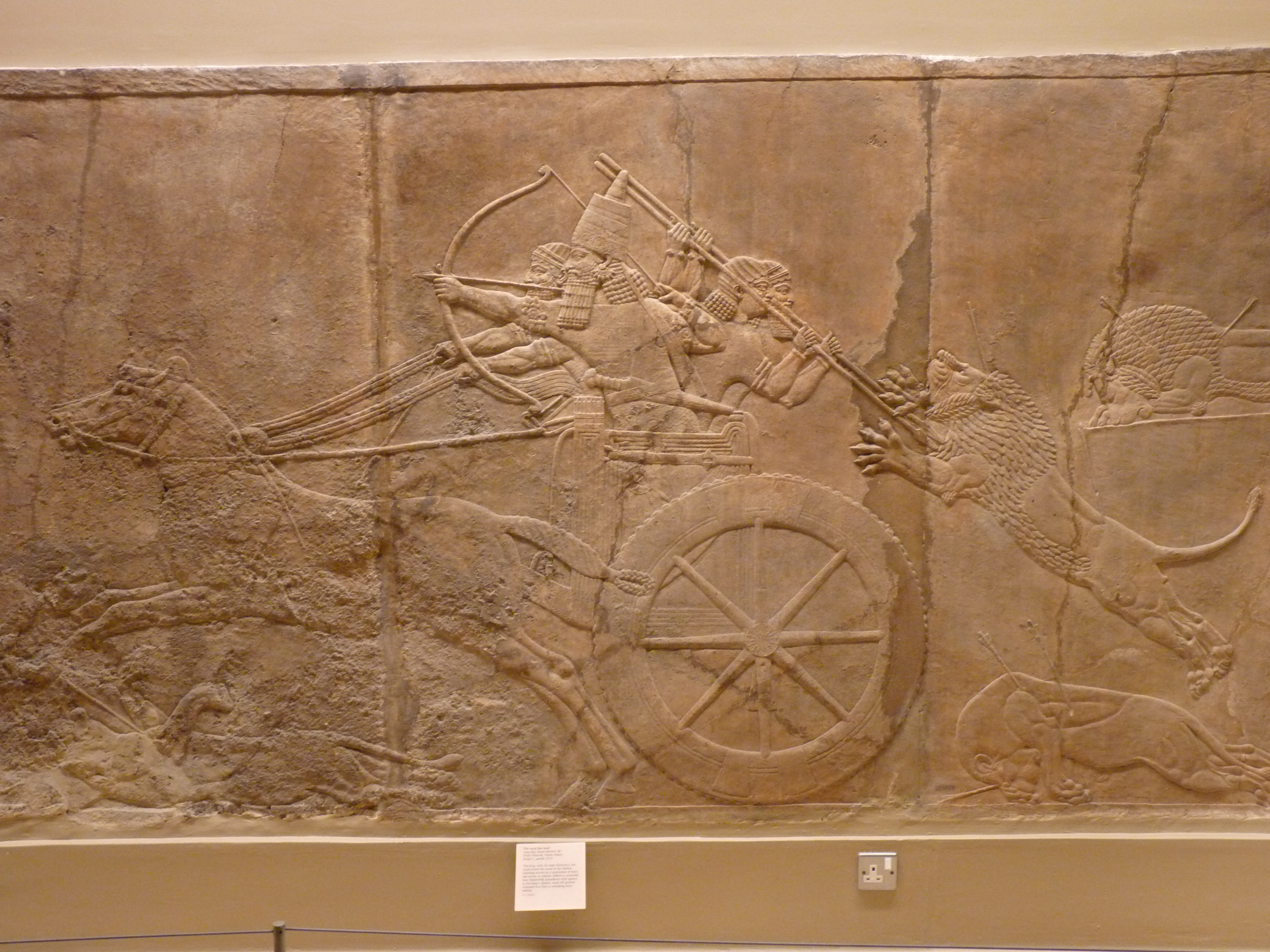
背後で狩手がライオンを防ぎつつ、アッシュルバニパルが戦車から矢を放っている。

アッシュルバニパルのライオン狩りは、古代メソポタミア地方のアッシリア帝国において作製され、ニネヴェの北西宮殿の遺跡で発見されたアッシリアの宮殿レリーフ群に含まれる、有名な一連のレリーフである。現在では大英博物館のroom 10aに展示されている。これは「アッシリア美術の最高傑作」と広く認められている。これらのレリーフは、狩場で行われたアッシュルバニパル（在位：前669年-631年）の形式化された儀式としての「狩猟」の場面を描いており、檻から放たれたアジアライオンをアッシュルバニパルが矢、槍、あるいは剣で狩っている。一連のレリーフは前645年-前635年ごろに作成され、元来は宮殿の周囲で別の場面を構成していた。恐らくかつては宮殿全体の色鮮やかな装飾の一部として塗装されていたものと考えられる。
ライオン狩りのレリーフを刻んだ石板は、ニネヴェの北西宮殿で1852-1854年にかけてホルムズド・ラッサムとウィリアム・ロフタスによって発掘され、大部分が大英博物館に送られた。以来、同博物館における目玉展示物として、一般市民や歴史学者の両方から人気を集めている。ライオンの写実性は常に賞賛されてきたが、現代の観覧者が感じがちな哀れみは、恐らくアッシリア人たちの感覚とは異なっている。人物像のほとんど（特に複数回登場する王）は横向きの定形化されたポーズで描かれているが、ライオンは命ある間、死にゆく様、そして死後とバラエティに富んだ姿勢をとっている。
この浮彫はアッシリアの宮殿浮彫の250年の歴史の中でも後期の時代のものであり、衰退期に入る前の最も発達した最高級の作例である。アッシュルバニパルは最後の偉大なアッシリア王であり、彼の治世の後、新アッシリア帝国はその子孫たち、将軍たち、帝国各地の反乱による（記録の乏しい）内戦の時代に入った。前612年までに、恐らくはこれらの彫刻が作られてから25年ばかりで、アッシリア帝国は瓦解しニネヴェは略奪され火を放たれた。

## アッシリアのライオン狩り

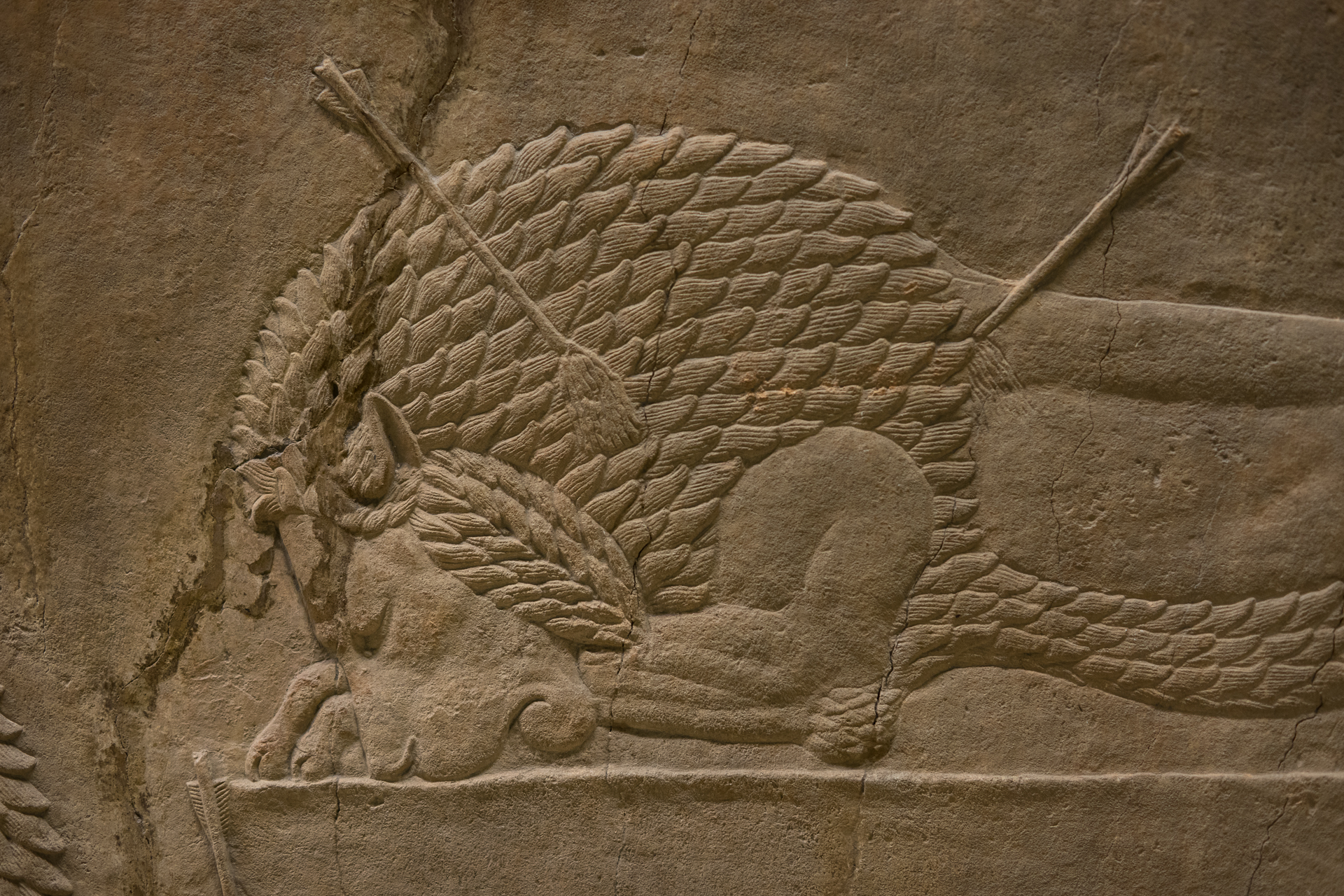
ライオンの死の詳細。

これらのレリーフより1000年以上前から、メソポタミアではライオン狩りは王族の権利であったと見られ、王たちによるライオン狩りはしばしば美術表現にみられる。恐らくは宗教的な活動であったかもしれない。ある粘土板文書は、ライオンが地方の家（a house in the provinces）に入ると罠によって捕らわれ、船で王のもとに運ばれたと記録している。今日インドでのみ僅かに生き残っているアジアライオンは、一般にアフリカのライオンに比べて体格が小さく、レリーフに描かれているように至近距離で仕留めることは不可能ではなかった。剣が使われる時は、比較的近年まで行われていたのと同じように、「狩り手が左腕に大量のヤギの毛か毛皮（tent-cloth）を巻いて」ライオンの攻撃を誘い、右手の剣でライオンを殺したのかもしれない。ただし、巻きつけた毛または毛皮による防御の場面を描いたものはない。矢でライオンを射る方が一般的であり、それでもライオンの動きが止まらず跳躍してきた場合、王の傍らに控える狩手（huntsmen）が槍を用いた。
新アッシリア時代初期の王アッシュル・ナツィルパル2世（在位：前883年-前859年）が約200年前にニムルドの宮殿に別のライオン狩りの浮彫を作らせており、碑文で「ニヌルタ神とネルガル神が我が神権（priesthood）を愛しこの平野の野獣を余に賜って狩りを命じた。30頭の象を罠にかけ殺した。257頭の野牛を我が武器で戦車から攻撃し、しとめた。370頭の大獅子を狩槍をもって殺した」（前865年ごろ）と誇っている。アッシュル・ナツィルパル2世が戦車からライオンに矢を放つ姿が描かれており、恐らくはこれが開けた地形における伝統的な狩猟法だったのであろう。それは狩場（arena）においても同様である。
後の時代のレリーフ群では、捕らえられたライオンが、兵士たちが組んだ盾壁に包囲された中に放たれている。いくつかのレリーフでは木製の檻（crates）からライオンが放たれる様が描かれている。檻の上には小さな木箱があり、その中にいる従者が檻の門を引き上げてライオンを放った。狩猟の対象とされたにもかかわらず、メソポタミアライオンは1918年まで野生で生き残っていた。
時に、ライオンは飼育されたこともあった。アッシュル・ナツィルパルは、ある碑文で彼の動物園を誇り、冒頭は次のように始まっている。「我が断固たる心をもって、余は15頭のライオンを山々と森で捕らえた。余は50頭のライオンの幼獣を連れ去った。余はこれらをカルフ（ニムルド）へ、我が地の諸宮殿へと追い込み、檻に入れた」。

## 宮殿のレリーフ
ライオン狩りの場面を描いたレリーフ群が20余りアッシリアの宮殿に残されているが、ほとんどのものはアッシュルバニパルのレリーフよりも遥かに簡単な印象を与える。新アッシリア時代の宮殿はこれらのレリーフのように平板の上に（大部分は石膏、アラバスターで作られていた。）非常に浅い彫りで作られたレリーフで極めて広範に装飾が施されていた。これらは特に北部イラクで数多く見られる。ライオン以外の動物の狩猟場面もあり、またこの種のレリーフの物語の主たる主題は王の遠征と宮殿の造営であった。他に、王の姿、宮廷、有翼射手、そして守護者である小神（protective minor deities）ラマスを描いたレリーフもある。
宮殿の浮彫の大半は複数の部屋が連続した大きな広間の壁を装飾していたものであった。しかし、北宮殿で発見されたこのアッシュルバニパルのライオン狩りの場面は2つ以上のスペースに跨っており、大部分は比較的狭い通路にあって大きな部屋へと続いている。このレリーフは完全ではない。いくつかは元来は上層階にあったが、上階にあったものは発掘される以前に地上に落下していた。元々の配置は規模において現在の展示状況とあまり変わらないが、天井はもっと高かった。同じ場所には雄ライオンと牝ライオンが青々とした宮殿の庭でくつろぐかなり珍しいレリーフがあった。このライオンのうたた寝（shady idyll）のレリーフから、恐らく、時にライオンが宮殿のペットとして飼われていたことを知ることができる。

## 場面

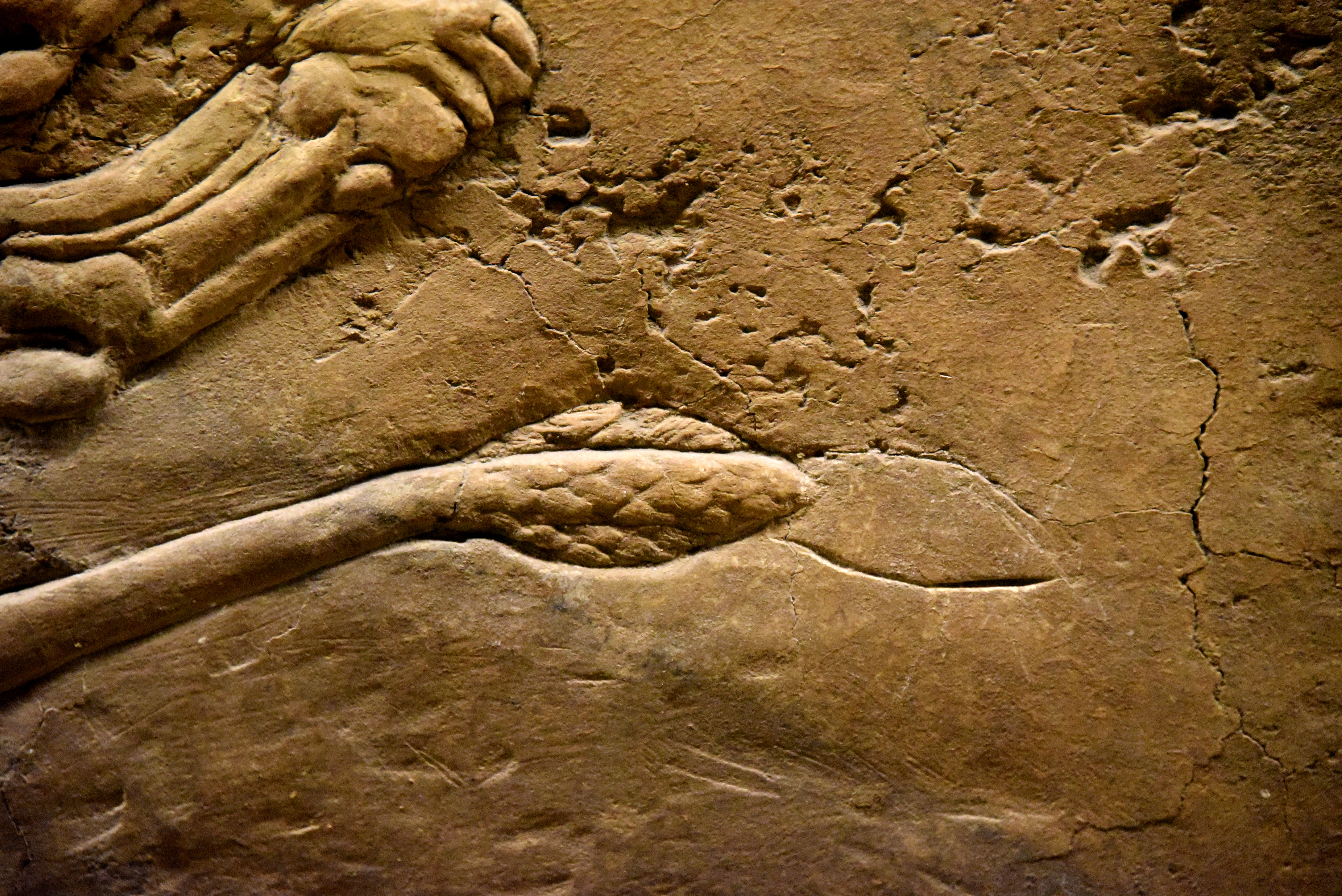
彫刻家は当初絶命したライオンの尻尾の房の掘り込みを誤った。その痕跡ははっきりと見て取ることができる。

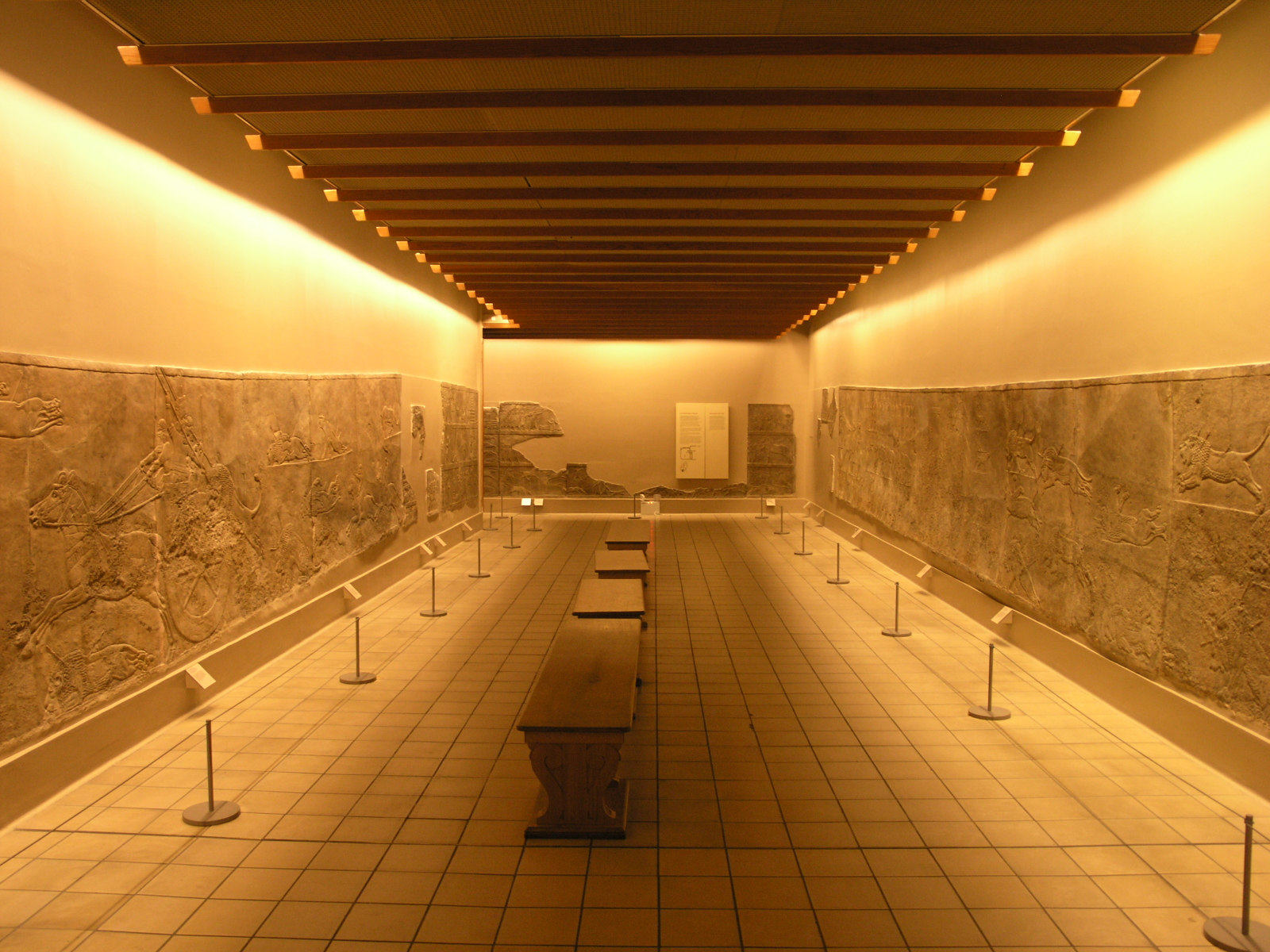
大英博物館のroom 10a。左側に保存状態の良い単独の場面があり、その奥側は元来1つの場面であった場面の3つの断片が見える。

ライオン狩りのレリーフの一部では、石板の上から下まで全てが使われているが、物語の場面が描かれたアッシリアの浮き彫りの多くがそうであるように、北西宮殿から出土した軍事遠征の場面を描いた浮き彫りは、上下二つの層に分割されている。上の階から出土した浮き彫りは、3つの層に場面を描いている。地面は明確に示されているが、常にそうであるとは限らない。実際、一部のライオンは、より大きな場面の一部として描かれる際に、個別に地面の線が引かれている。「並外れた観察力」で描かれた動物たちもさることながら、王の装束の細部の彫刻が特に素晴らしい出来である。制作の最終段階で、一つの層に描かれているほぼ全てのライオンの尾が短く修正されている。
通路の一方の側の壁画では、一つ一つの層に、端から順に大きく分けて３つの場面が描かれている。盾を持った兵士たちが壁となって闘技場（arena）をつくり、大勢の人々が良く見えるようにと木が生い茂る丘に登ったり、この危険な催しから逃げたりしている。丘の頂上には、王のライオン狩りの様子を描いた小さな建物がある。王は馬車に乗って準備万端であり、馬丁が馬を押さえている。闘技場の中では、マスティフ（大形の猛犬）を連れて槍を持った狩人（Huntsmen）が、ライオンが盾の壁に近づきすぎないように見張っている。 大画面において王が戦車に乗って狩りをするシーンでは、合計18頭のライオンが描かれており、そのほとんどが死んでいるか負傷している。 通路の反対側にも同様のシーンがあり、王の戦車の動きが2度描かれている。
もともとは上層階や小さな「私室（private gate-chamber）」にあった別のレリーフ群は、間に平らな区切り線を引いて3つの層に分けられており、人物などははるかに小さく描かれている。いくつかのシーンは 2つのグループにおいて繰り返し描かれているが、まったく同じというわけではない。ここでは、檻から放たれたライオンがアッシュルバニパルに向かって駆け寄る場面と、死んだライオンの遺体を集めてアッシュルバニパルが酒を注ぐ場面が描かれている。この場面を描いたグループの一部は、パリで保存されているものもあれば、スケッチとして記録されたものの、失われてしまったものもある。このグループの絵には、王が野生のライオンや他の動物を狩る場面が含まれている。ガゼルは王に向かうが殴られ、弓矢を射かけられて穴に隠れている。ある場面では、同じライオンが近接して3回、描かれている（檻から出される姿、アッシュルバニパルに向けて突進する姿、アッシュルバニパルに向けて跳躍する姿）。これは、現代のコミック・ストリップの手法を彷彿とさせるものである。

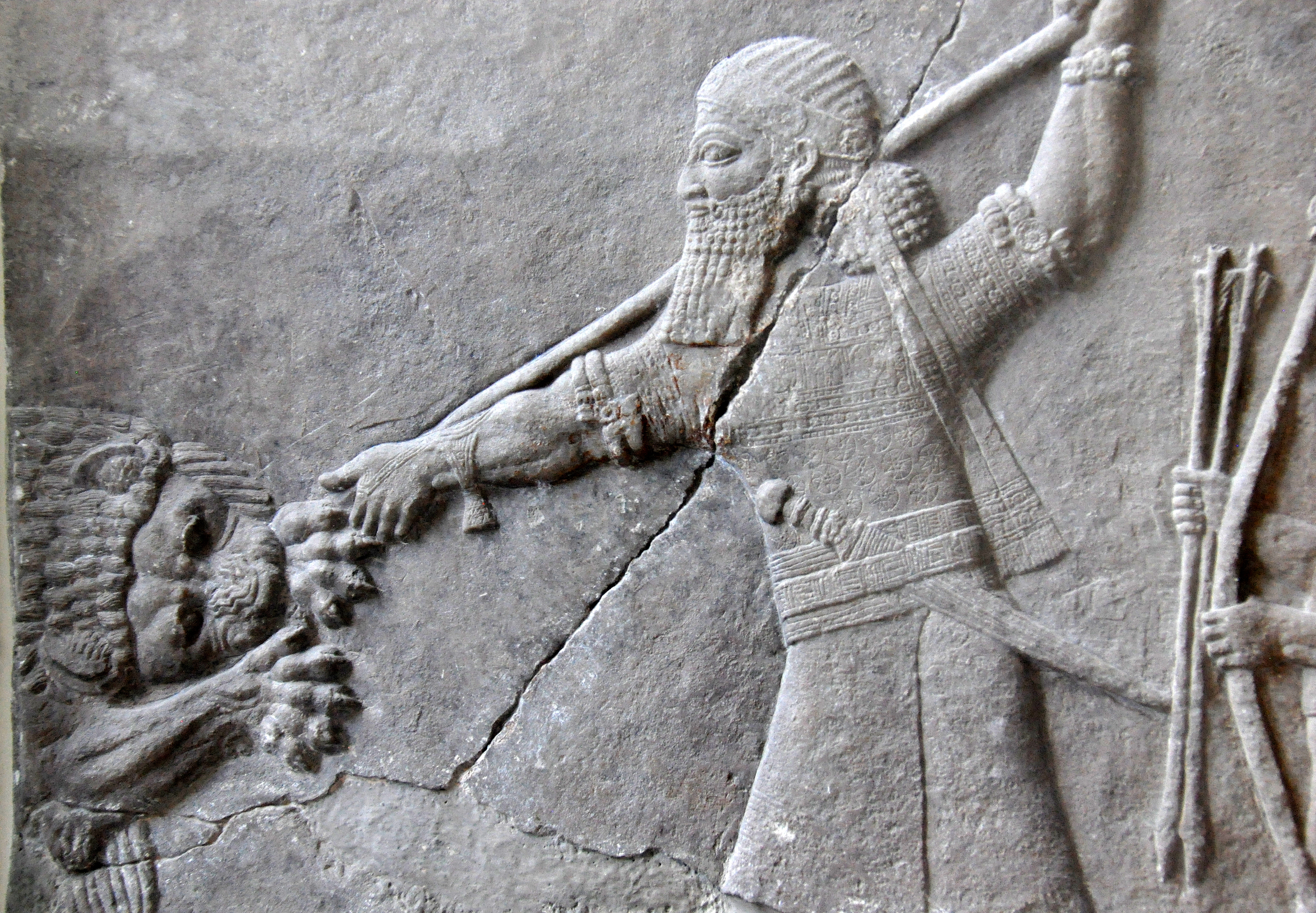
アッシュルバニパルのライオン狩り。前7世紀、イラク、ニネヴェにある北宮殿で発見。ペルガモン博物館収蔵。
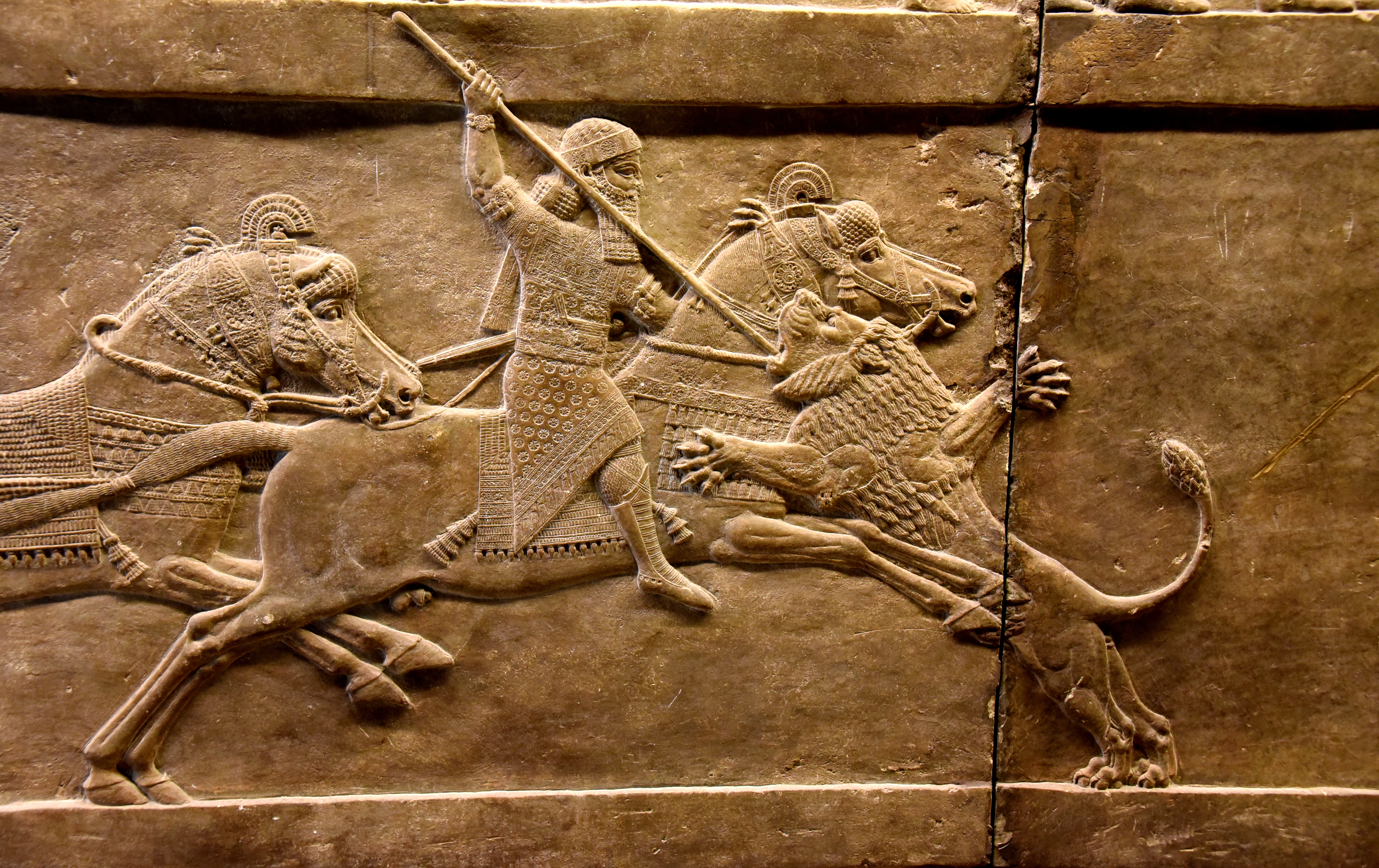
馬上からライオンの頭を槍で突き刺すアッシュルバニパル。
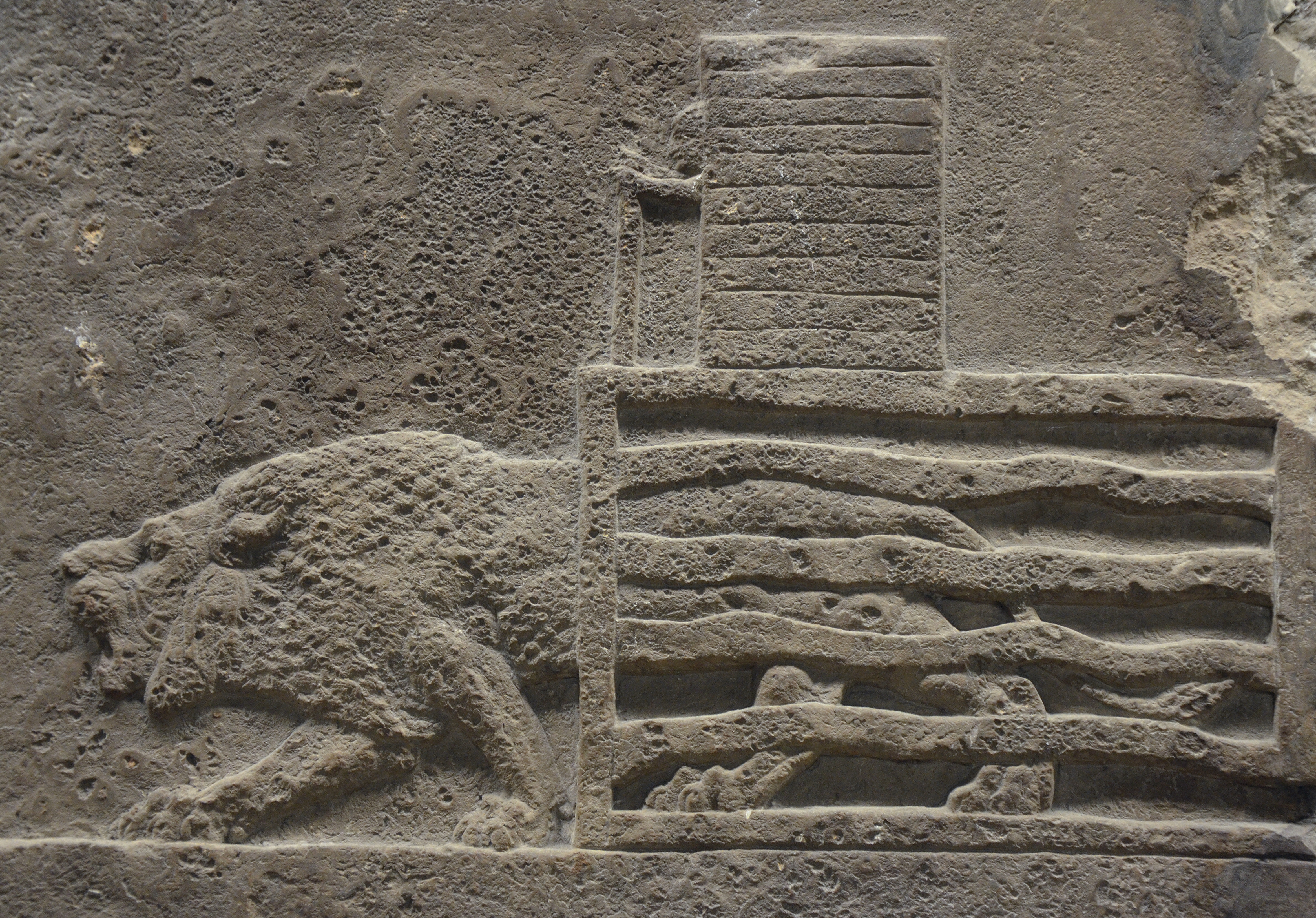
従者によって檻から放たれるライオン
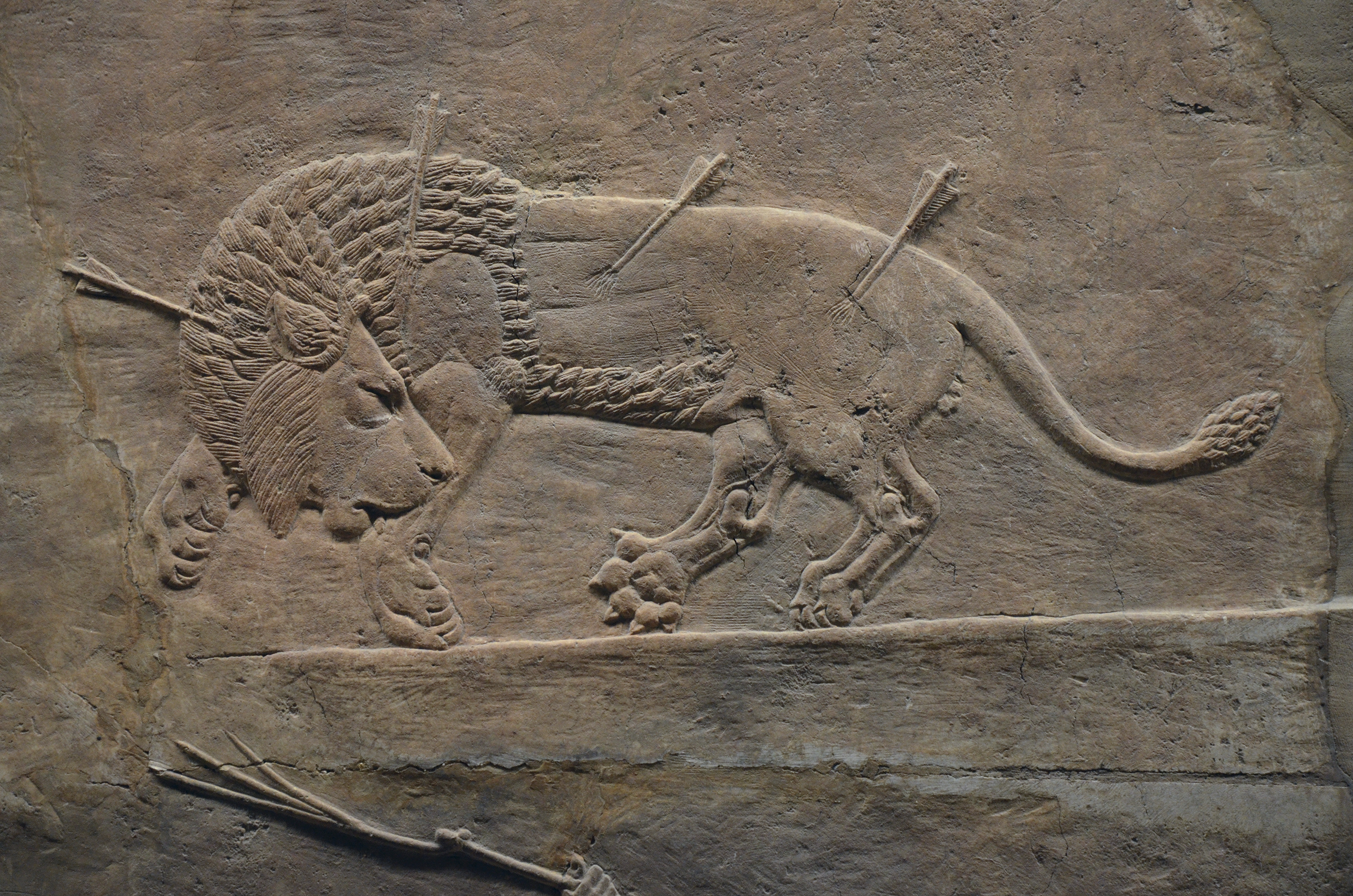
負傷したライオン
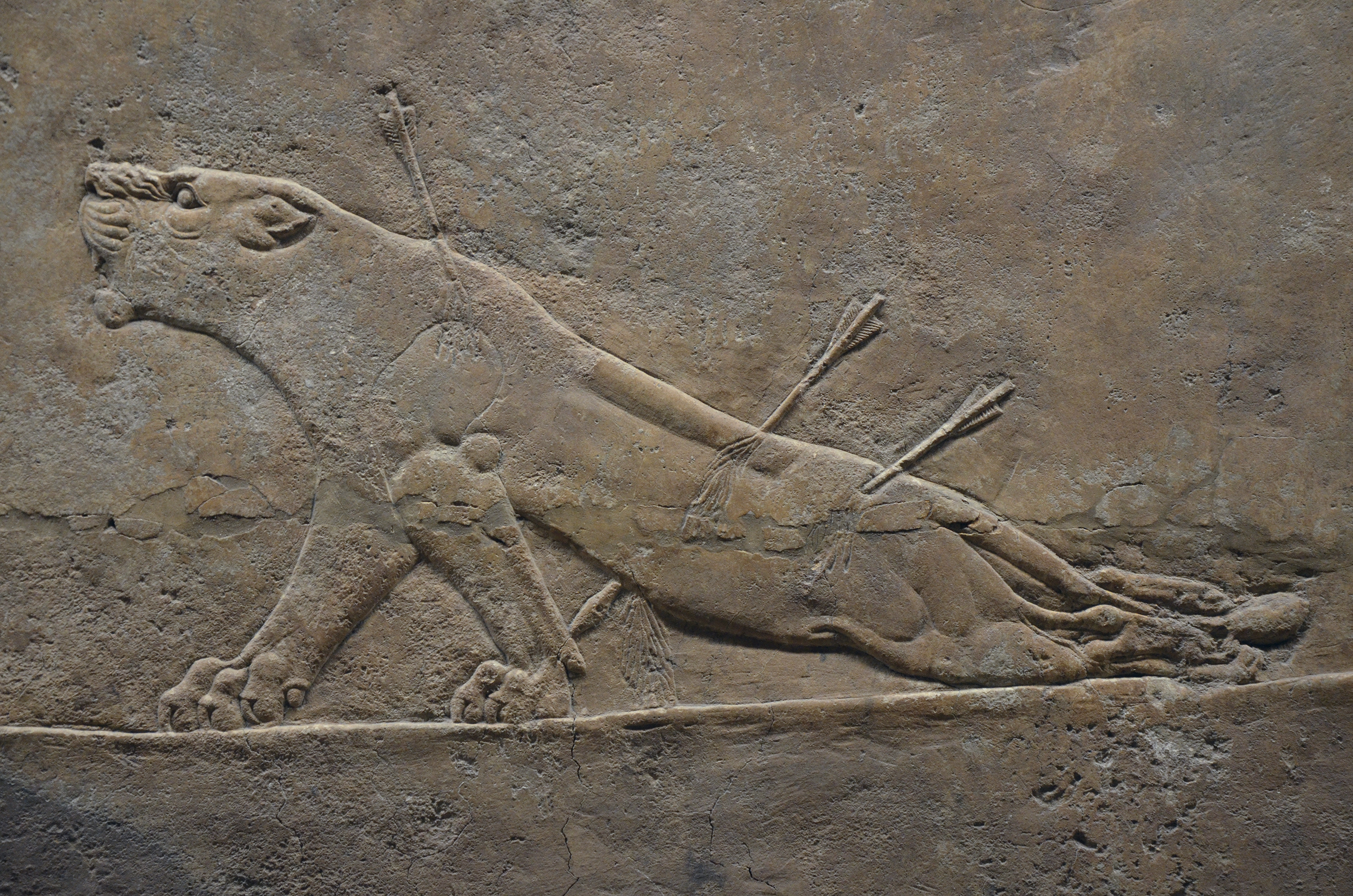
負傷したライオン
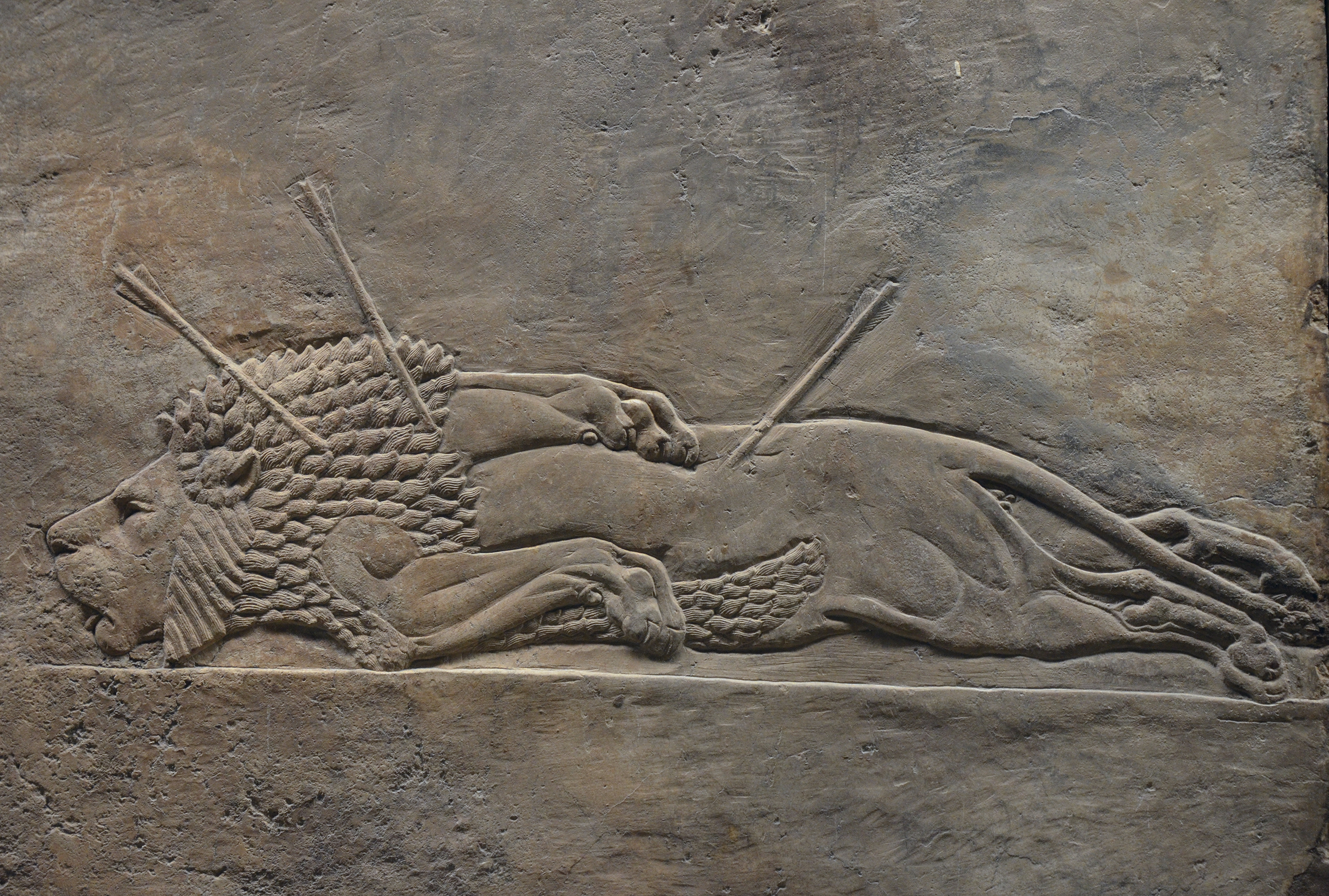
絶命したライオン
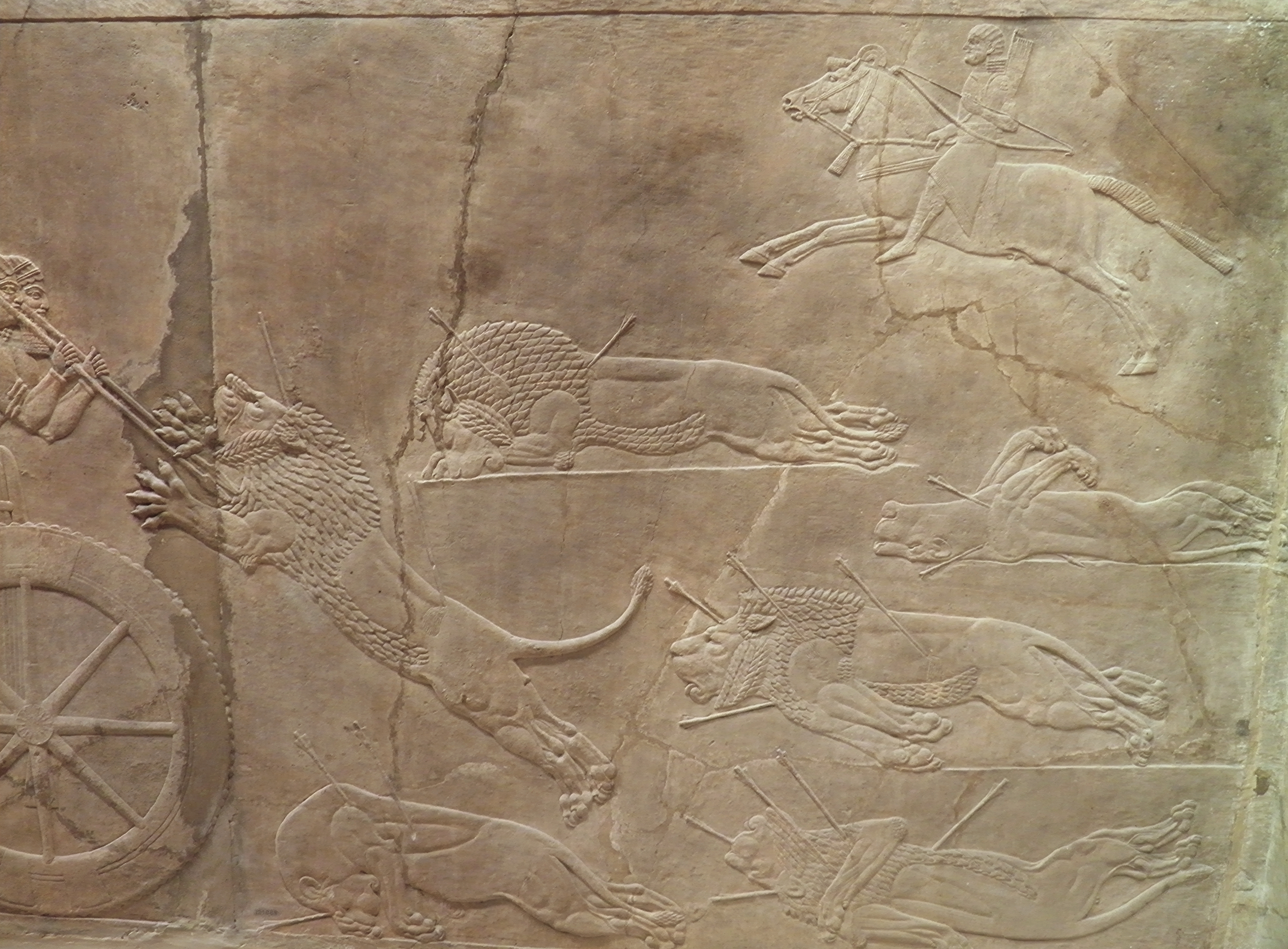
アッシュルバニパルの戦車の背後で倒れるライオンたち
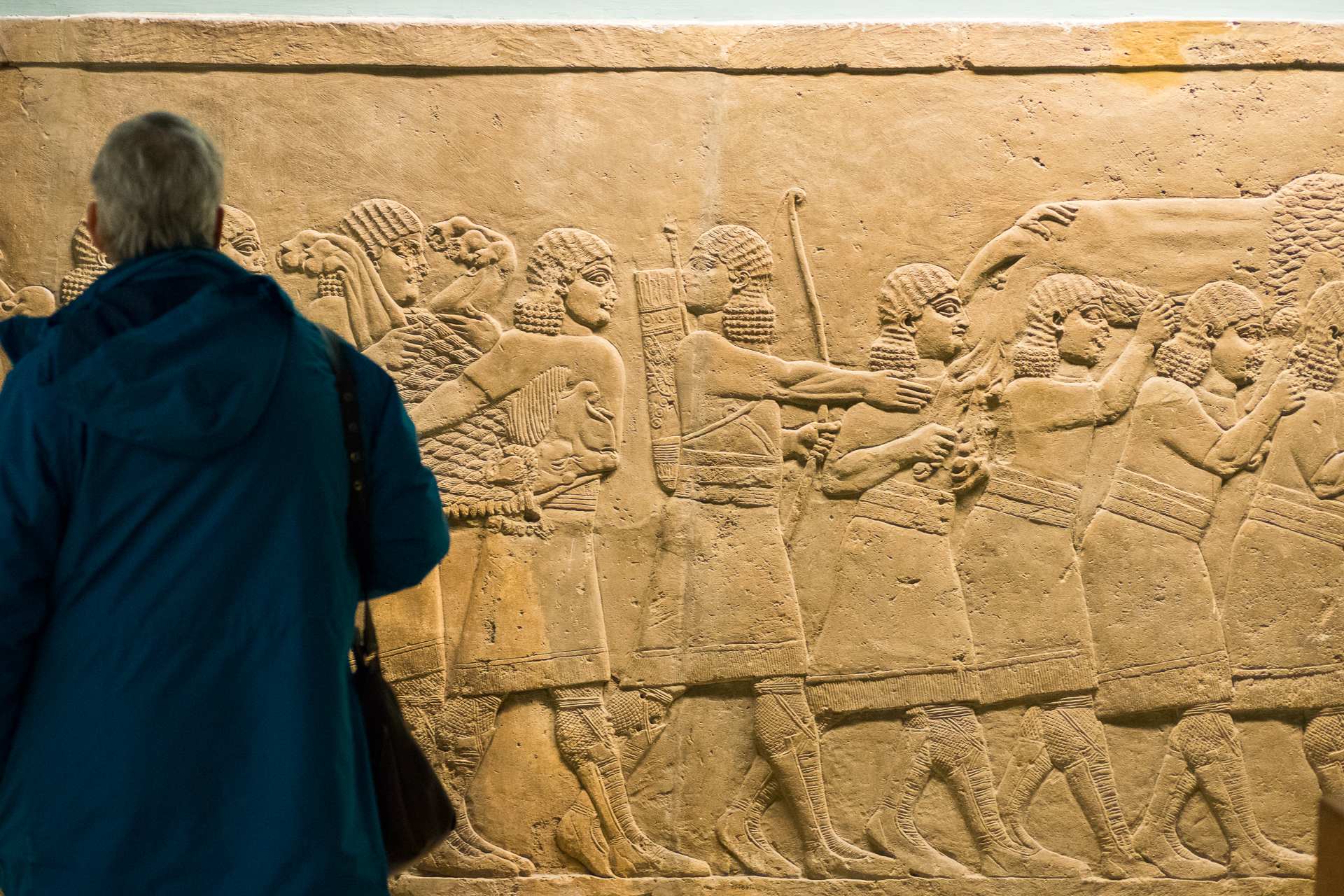
ライオンの死体を運ぶ狩り手（Huntsmen）
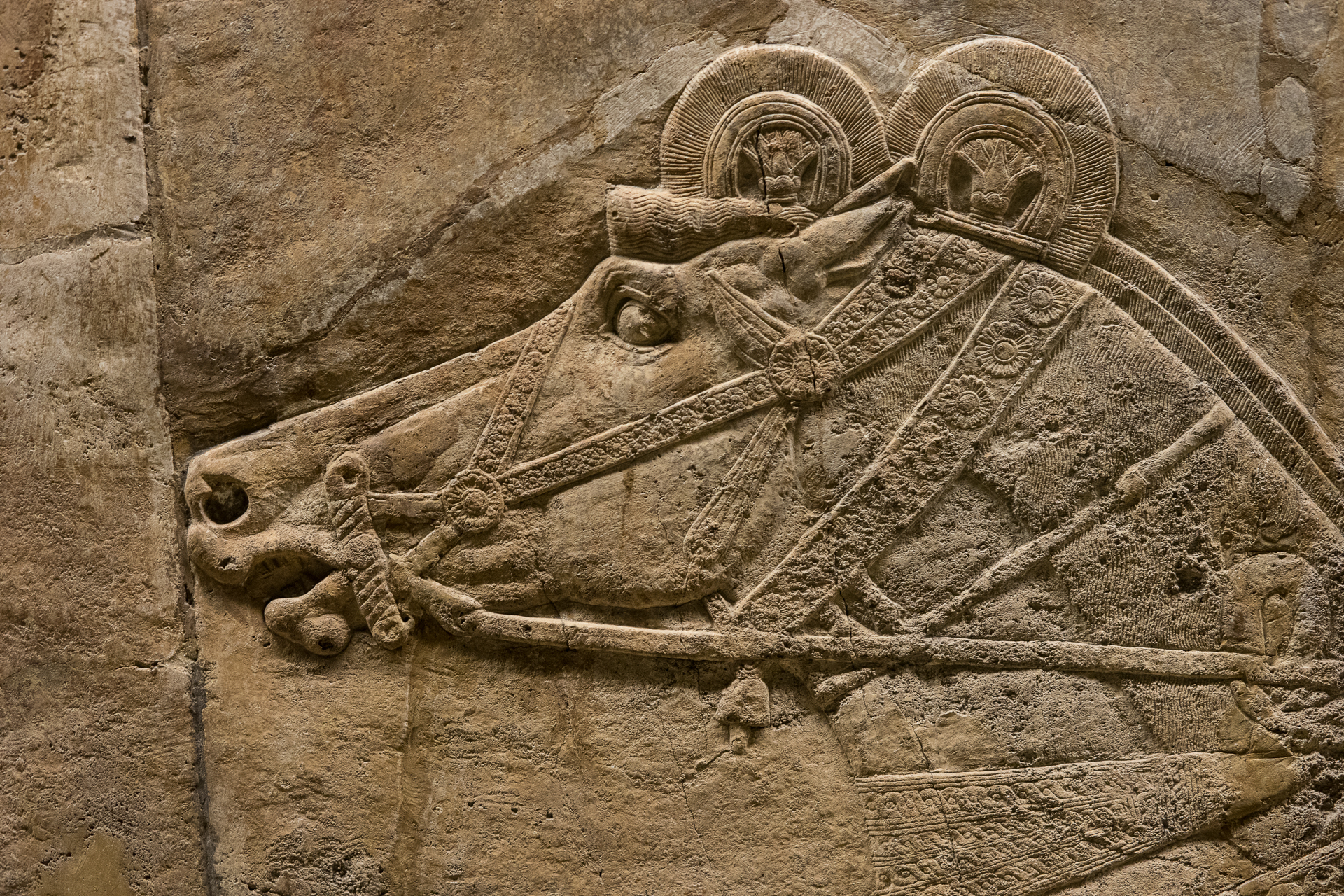
戦車を引く馬
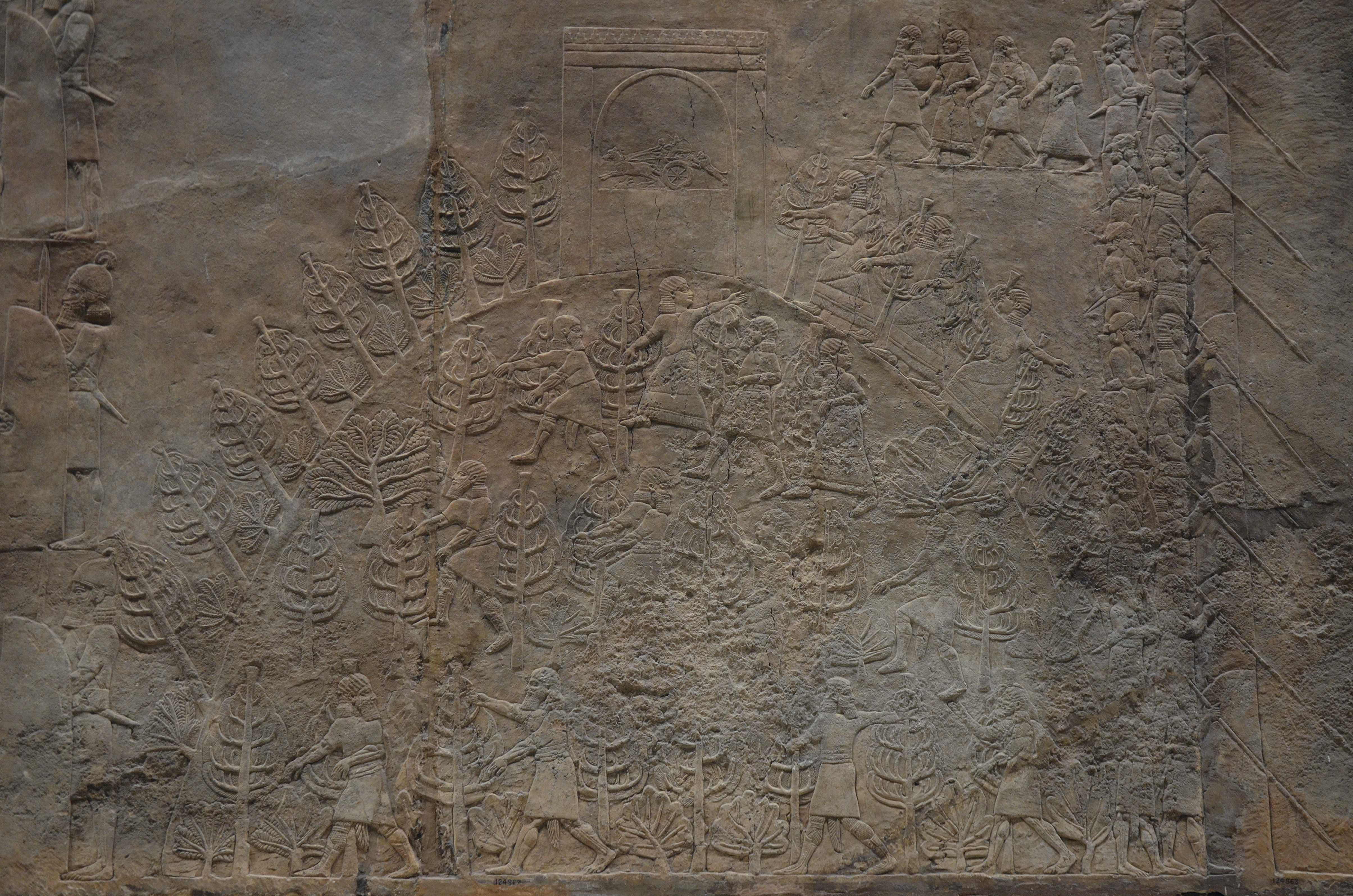
木の生い茂る丘。右側に盾壁が敷かれている